# Vila Esporte Clube
Vila Esporte Clube foi uma agremiação esportiva brasileira, sediada em Planaltina, no Distrito Federal.

## História
O clube foi campeão do Departamento Autônomo da Federação Desportiva de Brasília de 1966.

## Títulos
| DISTRITAIS | DISTRITAIS            | DISTRITAIS | DISTRITAIS |
|            | Competição            | Títulos    | Temporadas |
| ---------- | --------------------- | ---------- | ---------- |
|            | Departamento Autônomo | 1          | 1966       |

## Estatísticas

### Participações
| Competição                | Competição            | Temporadas | Melhor campanha | Estreia | Última | P | R |
| Distrito Federal (Brasil) | Departamento Autônomo | 1          | Campeão (1966)  | 1966    | 1966   | – | – |